# 得土安省
35°34′00″N 5°22′00″W / 35.5667°N 5.3667°W
得土安省（阿拉伯语：إقليم تطوان），是摩洛哥的省份，位於該國北部，由丹吉爾-得土安-胡塞馬大區負責管轄，首府設於得土安，面積2,570平方公里，2007年人口545,000，人口密度每平方公里212人。